# Burg Eismannsberg
Die Burg Eismannsberg ist eine abgegangene mittelalterliche Höhenburg im Bereich Hedwig-von-Eyb-Straße 13 bis 15 in Eismannsberg, einem heutigen Gemeindeteil von Altdorf bei Nürnberg im Landkreis Nürnberger Land in Bayern.
Die Burg wurde erstmals 1339 als Sitz der Ratz von „Eisenhartsberg“ genannt, die in der zweiten Hälfte des 13. Jahrhunderts mit den Rittern Wolfram und Friedrich Ratz im Gefolge des Edelfreien Konrad von Lupburg auftraten und Beziehungen zu den ehemaligen Reichsministerialen von Thann unterhielten. Ein Berthold Ratz zählte neben Jörg von Mistelbeck d. Ä. zu Lintach, vermutlich identisch mit dem gleichnamigen Besitzer des nahen Rittergutes Egensbach (Turmhügel Egensbach) zu den Teilnehmern an der Schlacht bei Hiltersried gegen die Hussiten. Vermutlich wurde der Burgsitz, der vor dem Sommer 1504 noch erhalten war, 1504–05 im Landshuter Erbfolgekrieg von Nürnberger Truppen zerstört.
Auf einer Ansicht des Ortes auf der Karte der Jungen Pfalz von Christoph Vogel aus der Zeit kurz nach 1600 ist noch deutlich die Burgruine unmittelbar neben der Pfarrkirche St. Andreas zu sehen, die aus der ehemaligen Burgkapelle hervorgegangen sein soll. 